# Sabinea tridentata
Sabinea tridentata är en kräftdjursart som beskrevs av Pequegnat 1970. Sabinea tridentata ingår i släktet Sabinea och familjen Crangonidae. Inga underarter finns listade i Catalogue of Life.